# Wasabi
Wasabi je koření získané z oddenku rostliny eutremy japonské Eutrema japonica japonsky 山葵 neboli ワサビ), v češtině také známé jako „japonský křen“

## Využití

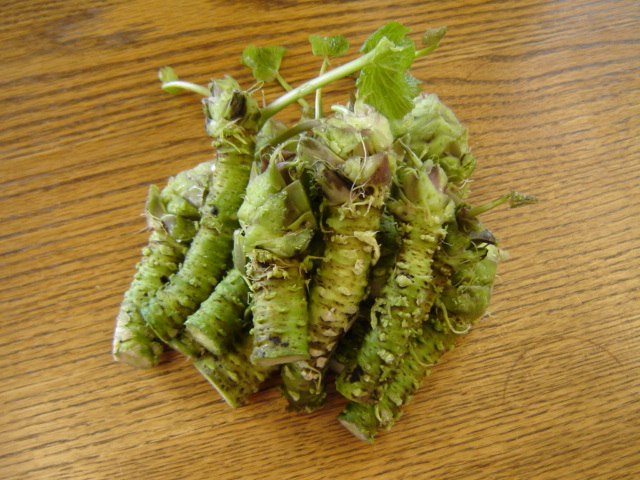
Wasabi oddenky

Oddenek se používá jako přísada v japonské kuchyni – zejména do typických pokrmů, jako je suši, sašimi a nudle. Při styku se vzduchem ztrácí nastrouhaný oddenek na síle, proto by se měl zpracovávat vždy čerstvý. Poživatelné jsou i listy wasabi, které mají obdobnou chuť jako oddenek.
Na trh se wasabi dostává v podobě oddenku, pasty nebo prášku. Silné aroma wasabi, které dráždí sliznici, přivedlo vědce na nápad vynalézt požární alarm pro sluchově postižené osoby. Pokud tento alarm detekuje požár, vypustí do místnosti oblak wasabi prášku, který probudí spící osobu.

## Historie
Podle japonské legendy bylo wasabi objeveno před stovkami let v odlehlé horské vísce, kde se jej jeden rolník rozhodl pěstovat. Výsledkem se pochlubil Iejasu Tokugawovi, mocnému válečníku. Iejasu, který se později stal šógunem, si wasabi tak oblíbil, že jej vyhlásil za poklad, který se smí pěstovat pouze v oblasti Šizuoka. Wasabi se používá od doby, kdy se začalo připravovat suši.

## Obsahové látky

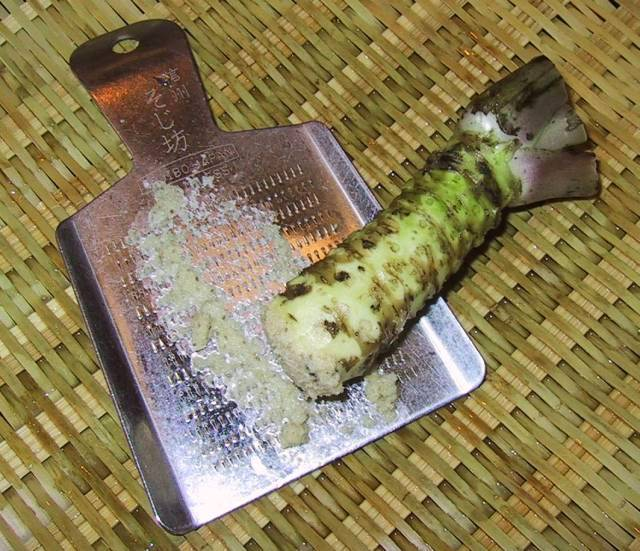
Wasabi

Wasabi obsahuje veliké množství vlákniny, vitaminu C, draslíku, vápníku a hořčíku. Jeho unikátní ostrá chuť (která připomíná pálivou hořčici a dráždí dutinu nosní) je způsobena množstvím izothiokyanátů (zejména allylisothiokyanátu; ty vznikají z obsaženého sinigrinu (stejně jako u křenu, který se snadněji pěstuje) při narušení buněčné struktury pletiv klíčových orgánů rostliny), které mají protirakovinné a antibakteriální účinky.

### Nutriční údaje
100 g oddenku wasabi obsahuje:
- Kalorie: 109
- Tuky: 0,63 g
- Sacharidy: 23 g
- Vláknina: 7,8 g
- Bílkoviny: 4,8 g

## Výskyt
V přírodě roste u břehů japonských horských řek.

## Pěstování

kultivace wasabi

V Japonsku se pěstuje na terasovitých záhonech z drobného štěrku, kterými protéká čistá, studená voda. Vypěstovat wasabi je ale poměrně náročné, takže mimo východní Asii se čerstvé wasabi běžně vůbec neprodává. V Evropě existuje jediná společnost pěstující wasabi ve Velké Británii, která v roce 2012 prodávala 100 oddenků týdně. Proto jedinou finančně přijatelnou možností v Evropě je domácí pěstování. Wasabia je, co se týče mrazuvzdornosti, zařazena do zóny odolnosti 8, což jsou teploty od -6 °C do -12 °C. Může tedy přezimovat i v ČR v mírnějších oblastech a za vydatné zimní přikrývky. Lze ji také pěstovat v květináči a nechat přezimovat v teple. Je možné také hydroponické pěstování, které je nejefektivnější.
Rostlině nejvíce vyhovuje stinná poloha a vyžaduje vydatné hnojení.